# Consejería de Gestión Forestal y Mundo Rural de la Junta de Extremadura
La Consejería de Gestión Forestal y Mundo Rural es una consejería que forma parte de la Junta de Extremadura. Su consejero y máximo responsable es Ignacio Higuero de Juan.   

## Competencias
- Ordenación y gestión forestal
- Caza y pesca
- Prevención y extinción de incendios forestales
- Infraestructuras del medio rural y regadíos
- Tauromaquia (sin perjuicio de las competencias atribuidas a otras Consejerías en materia de interior y de patrimonio cultural)[2]

## Estructura Orgánica
- Consejero: Ignacio Higuero de Juan.
  - Secretaría General: María Amparo Gómez-Landero Guijarro[3]
  - Dirección General de Gestión Forestal, Caza y Pesca: Ricardo Romero Pascual
  - Dirección General de Prevención y Extinción de Incendios: José Antonio Bayón Carvajal[4]
  - Dirección General de Infraestructuras Rurales, Patrimonio y Tauromaquia: José María Sánchez Cordero

## Consejeros
| Legislatura      | Inicio                                                                | Fin                                                                   | Titular                                                               | Partido                                                               |
| ---------------- | --------------------------------------------------------------------- | --------------------------------------------------------------------- | --------------------------------------------------------------------- | --------------------------------------------------------------------- |
| I (1983-1987)    | Consejería de Agricultura y Comercio                                  | Consejería de Agricultura y Comercio                                  | Consejería de Agricultura y Comercio                                  | Consejería de Agricultura y Comercio                                  |
| I (1983-1987)    | 7 de marzo de 1983                                                    | 18 de julio de 1987                                                   | Francisco Amarillo Doblado                                            | PSOE-E                                                                |
| I (1983-1987)    | Consejería de Obras Públicas, Urbanismo y Medio Ambiente              |                                                                       |                                                                       |                                                                       |
| I (1983-1987)    | 7 de marzo de 1983                                                    | 6 de mayo de 1986                                                     | Juan Serna Martín                                                     | PSOE-E                                                                |
| I (1983-1987)    | 7 de marzo de 1983                                                    | 18 de julio de 1987                                                   | Eugenio Álvarez Gómez                                                 | PSOE-E                                                                |
| I (1983-1987)    | Consejería de Presidencia y Administración Territorial                |                                                                       |                                                                       |                                                                       |
| I (1983-1987)    | 7 de marzo de 1983                                                    | 18 de julio de 1987                                                   | Jesús Medina Ocaña                                                    | PSOE-E                                                                |
| I (1983-1987)    | Consejería de Educación, Cultura, Juventud y Deportes                 |                                                                       |                                                                       |                                                                       |
| I (1983-1987)    | 7 de marzo de 1983                                                    | 18 de julio de 1987                                                   | Francisco España Fuentes                                              | PSOE-E                                                                |
| II (1987-1991)   | Consejería de Agricultura y Comercio                                  | Consejería de Agricultura y Comercio                                  | Consejería de Agricultura y Comercio                                  | Consejería de Agricultura y Comercio                                  |
| II (1987-1991)   | 21 de julio de 1987                                                   | 5 de julio de 1991                                                    | Francisco Amarillo Doblado                                            | PSOE-E                                                                |
| II (1987-1991)   | Consejería de Agricultura y Comercio                                  |                                                                       |                                                                       |                                                                       |
| II (1987-1991)   | 21 de julio de 1987                                                   | 5 de julio de 1991                                                    | Jaime Naranjo Gonzalo                                                 | PSOE-E                                                                |
| II (1987-1991)   | Consejería de Obras Públicas, Urbanismo y Medio Ambiente              |                                                                       |                                                                       |                                                                       |
| II (1987-1991)   | 21 de julio de 1987                                                   | 5 de julio de 1991                                                    | Eugenio Álvarez Gómez                                                 | PSOE-E                                                                |
| III (1991-1995)  | Consejería de Agricultura, Industria y Comercio                       | Consejería de Agricultura, Industria y Comercio                       | Consejería de Agricultura, Industria y Comercio                       | Consejería de Agricultura, Industria y Comercio                       |
| III (1991-1995)  | 7 de julio de 1991                                                    | 18 de julio de 1995                                                   | Francisco Amarillo Doblado                                            | PSOE-E                                                                |
| III (1991-1995)  | Consejería de Obras Públicas, Urbanismo y Medio Ambiente              |                                                                       |                                                                       |                                                                       |
| III (1991-1995)  | 7 de julio de 1991                                                    | 18 de julio de 1995                                                   | Eugenio Álvarez Gómez                                                 | PSOE-E                                                                |
| III (1991-1995)  | Consejería de Cultura y Patrimonio                                    |                                                                       |                                                                       |                                                                       |
| III (1991-1995)  | 7 de julio de 1991                                                    | 18 de julio de 1995                                                   | Antonio Ventura Díaz Díaz                                             | PSOE-E                                                                |
| IV (1995-1999)   | Consejería de Agricultura y Medio Ambiente                            | Consejería de Agricultura y Medio Ambiente                            | Consejería de Agricultura y Medio Ambiente                            | Consejería de Agricultura y Medio Ambiente                            |
| IV (1995-1999)   | 21 de julio de 1995                                                   | 19 de julio de 1999                                                   | Eugenio Álvarez Gómez                                                 | PSOE-E                                                                |
| IV (1995-1999)   | Consejería de Cultura                                                 |                                                                       |                                                                       |                                                                       |
| IV (1995-1999)   | 21 de julio de 1995                                                   | 19 de julio de 1999                                                   | Francisco Muñoz Ramírez                                               | PSOE-E                                                                |
| IV (1995-1999)   | Consejería de Obras Públicas y Transportes                            |                                                                       |                                                                       |                                                                       |
| IV (1995-1999)   | 21 de julio de 1995                                                   | 19 de julio de 1999                                                   | Javier Corominas Rivera                                               | PSOE-E                                                                |
| V (1999-2003)    | Consejería de Agricultura y Medio Ambiente                            | Consejería de Agricultura y Medio Ambiente                            | Consejería de Agricultura y Medio Ambiente                            | Consejería de Agricultura y Medio Ambiente                            |
| V (1999-2003)    | 21 de julio de 1999                                                   | 25 de junio de 2003                                                   | Eugenio Álvarez Gómez                                                 | PSOE-E                                                                |
| V (1999-2003)    | Consejería de Cultura                                                 |                                                                       |                                                                       |                                                                       |
| V (1999-2003)    | 21 de julio de 1999                                                   | 25 de junio de 2003                                                   | Francisco Muñoz Ramírez                                               | PSOE-E                                                                |
| VI (2003-2007)   | Consejería de Agricultura y Medio Ambiente                            | Consejería de Agricultura y Medio Ambiente                            | Consejería de Agricultura y Medio Ambiente                            | Consejería de Agricultura y Medio Ambiente                            |
| VI (2003-2007)   | 27 de junio de 2003                                                   | 29 de junio de 2007                                                   | José Luis Quintana Álvarez                                            | PSOE-E                                                                |
| VI (2003-2007)   | Consejería de Fomento                                                 |                                                                       |                                                                       |                                                                       |
| VI (2003-2007)   | 27 de junio de 2003                                                   | 16 de abril de 2004                                                   | María Antonia Trujillo                                                | PSOE-E                                                                |
| VI (2003-2007)   | 16 de abril de 2004                                                   | 16 de julio de 2005                                                   | Leonor Martínez-Pereda Soto                                           | PSOE-E                                                                |
| VI (2003-2007)   | 16 de julio de 2005                                                   | 29 de junio de 2007                                                   | Luis Millán Vázquez de Miguel                                         | PSOE-E                                                                |
| VI (2003-2007)   | Consejería de Desarrollo Rural                                        |                                                                       |                                                                       |                                                                       |
| VI (2003-2007)   | 27 de junio de 2003                                                   | 29 de junio de 2007                                                   | Javier López Iniesta                                                  | PSOE-E                                                                |
| VI (2003-2007)   | Consejería de Cultura                                                 |                                                                       |                                                                       |                                                                       |
| VI (2003-2007)   | 27 de junio de 2003                                                   | 29 de junio de 2007                                                   | Francisco Muñoz Ramírez                                               | PSOE-E                                                                |
| VII (2007-2011)  | Consejería de Agricultura y Desarrollo Rural                          | Consejería de Agricultura y Desarrollo Rural                          | Consejería de Agricultura y Desarrollo Rural                          | Consejería de Agricultura y Desarrollo Rural                          |
| VII (2007-2011)  | 2 de julio de 2007                                                    | 9 de julio de 2011                                                    | Juan María Vázquez                                                    | PSOE-E                                                                |
| VII (2007-2011)  | Consejería de Cultura y Turismo                                       |                                                                       |                                                                       |                                                                       |
| VII (2007-2011)  | 2 de julio de 2007                                                    | 27 de mayo de 2010                                                    | Leonor Flores Rabazo                                                  | PSOE-E                                                                |
| VII (2007-2011)  | 27 de mayo de 2010                                                    | 9 de julio de 2011                                                    | Manuela Holgado Flores                                                | PSOE-E                                                                |
| VII (2007-2011)  | Consejería de Industria, Energía y Medio Ambiente                     |                                                                       |                                                                       |                                                                       |
| VII (2007-2011)  | 2 de julio de 2007                                                    | 9 de julio de 2011                                                    | José Luis Navarro Ribera                                              | PSOE-E                                                                |
| VIII (2011-2015) | Consejería de Agricultura, Desarrollo Rural, Medio Ambiente y Energía | Consejería de Agricultura, Desarrollo Rural, Medio Ambiente y Energía | Consejería de Agricultura, Desarrollo Rural, Medio Ambiente y Energía | Consejería de Agricultura, Desarrollo Rural, Medio Ambiente y Energía |
| VIII (2011-2015) | 7 de julio de 2011                                                    | 4 de julio de 2015                                                    | José Antonio Echávarri Lomo                                           | PP-E                                                                  |
| VIII (2011-2015) | Consejería de Educación y Cultura                                     |                                                                       |                                                                       |                                                                       |
| VIII (2011-2015) | 7 de julio de 2011                                                    | 4 de julio de 2015                                                    | Trinidad Nogales Basarrate                                            | PP-E                                                                  |
| VIII (2011-2015) | Consejería de Fomento, Vivienda, Ordenación del Territorio y Turismo  |                                                                       |                                                                       |                                                                       |
| VIII (2011-2015) | 7 de julio de 2011                                                    | 4 de julio de 2015                                                    | Víctor Gerardo del Moral Agúndez                                      | PP-E                                                                  |
| IX (2015-2019)   | Consejería de Medio Ambiente y Rural, Políticas Agrarias y Territorio | Consejería de Medio Ambiente y Rural, Políticas Agrarias y Territorio | Consejería de Medio Ambiente y Rural, Políticas Agrarias y Territorio | Consejería de Medio Ambiente y Rural, Políticas Agrarias y Territorio |
| IX (2015-2019)   | 6 de julio de 2015                                                    | 15 de septiembre de 2015                                              | Santos Jorna Escobero                                                 | PSOE-E                                                                |
| IX (2015-2019)   | 15 de septiembre de 2015                                              | 1 de julio de 2019                                                    | Begoña García Bernal                                                  | PSOE-E                                                                |
| IX (2015-2019)   | Consejería de Economía e Infraestructuras                             |                                                                       |                                                                       |                                                                       |
| IX (2015-2019)   | 6 de julio de 2015                                                    | 23 de agosto de 2018                                                  | José Luis Navarro Ribera                                              | PSOE-E                                                                |
| IX (2015-2019)   | 23 de agosto de 2018                                                  | 1 de julio de 2019                                                    | Olga García García                                                    | PSOE-E                                                                |
| IX (2015-2019)   | Consejería de Economía e Infraestructuras                             |                                                                       |                                                                       |                                                                       |
| IX (2015-2019)   | 30 de octubre de 2017                                                 | 1 de julio de 2019                                                    | Leire Iglesias Santiago                                               | PSOE-E                                                                |
| X (2019-2023)    | Consejería de Agricultura, Desarrollo Rural, Población y Territorio   | Consejería de Agricultura, Desarrollo Rural, Población y Territorio   | Consejería de Agricultura, Desarrollo Rural, Población y Territorio   | Consejería de Agricultura, Desarrollo Rural, Población y Territorio   |
| X (2019-2023)    | 1 de julio de 2019                                                    | 17 de julio de 2023                                                   | Begoña García Bernal                                                  | PSOE-E                                                                |
| X (2019-2023)    | Consejería de Transición Ecológica y Sostenibilidad                   |                                                                       |                                                                       |                                                                       |
| X (2019-2023)    | 1 de julio de 2019                                                    | 17 de julio de 2023                                                   | Olga García García                                                    | PSOE-E                                                                |
| X (2019-2023)    | Consejería de Cultura, Turismo y Deportes                             |                                                                       |                                                                       |                                                                       |
| X (2019-2023)    | 1 de julio de 2019                                                    | 17 de julio de 2023                                                   | Nuria Flores Redondo                                                  | PSOE-E                                                                |
| XI (2023-)       | Consejería de Gestión Forestal y Mundo Rural                          | Consejería de Gestión Forestal y Mundo Rural                          | Consejería de Gestión Forestal y Mundo Rural                          | Consejería de Gestión Forestal y Mundo Rural                          |
| XI (2023-)       | 20 de julio de 2023                                                   | 5 de octubre de 2023                                                  | María del Camino Limia                                                | Vox                                                                   |
| XI (2023-)       | 5 de octubre de 2023                                                  |                                                                       | Ignacio Higuero                                                       | Independiente                                                         |